# Dicolonus sparsipilosus
Dicolonus sparsipilosus là một loài ruồi trong họ Asilidae. Dicolonus sparsipilosus được Back miêu tả năm 1909.